# ونرا دی
ونرا دی (روسی: Венера-Д) با تلفظ شده [vʲɪˈnʲɛrə ˈdɛ]) یک مأموریت فضایی پیشنهادی روسیه به زهره است که شامل یک مدارگرد و یک سطح‌نشین است که در سال ۲۰۲۹ به فضا پرتاب می‌شود. هدف اصلی مدارگرد انجام مشاهدات با استفاده از رادار است. این فرودگر، بر اساس طرح ونرا، قادر خواهد بود برای مدت طولانی (حدود ۳ ساعت) بر روی سطح سیاره کار کند. "D" در Venera-D کوتاه‌شدهٔ "dolgozhivushaya" است که به معنای "طولانی مدت" در روسی است.
این نخستین کاوشگر زهره توسط فدراسیون روسیه است (کاوش‌های اولیه ونرا توسط اتحاد جماهیر شوروی سابق انجام شده‌است). ونرا دی به عنوان آغازگر نسل جدید کاوشگرهای زهره ساخت روسیه عمل می‌کند، که با یک سطح‌نشین قادر به تحمل محیط سخت زهره برای بیش از یازده ساعت است که توسط کاوشگرهای شوروی ثبت شده‌است. سطح زهره دمای متوسط ۴۶۲ درجه سانتیگراد (۸۶۴ فارنهایت) را تجربه می‌کند.